# 岐阜大学教育学部附属小中学校
岐阜大学教育学部附属小中学校（ぎふだいがくきょういくがくぶふぞくしょうちゅうがっこう）は、岐阜県岐阜市加納大手町にある岐阜大学附属の国立義務教育学校。

## 概要
岐阜大学教育学部附属小学校と岐阜大学教育学部附属中学校を統合し、2020年（令和2年）4月に開校。
9年制の義務教育学校であり、I部 （1～4年生）、II部（5～7年生）、III部（8・9年生）の四三二制を採用している。
施設は旧・岐阜大学教育学部附属中学校、旧・岐阜大学教育学部附属小学校が転用されており、北校舎（旧・附属小学校校舎）、南校舎（旧・附属中学校校舎）、北体育館（旧・附属小学校講堂）、南体育館（旧・附属中学校講堂）、北運動場（旧・附属小学校運動場）、南運動場（旧・附属中学校運動場）などがある。
校長、副校長の他、統括⻑（附属小中学校と岐阜⼤学の連携を促し、 監督にあたる責任者）が設置されている。教頭はI部、II部、III部に各1名が配置されている。

## 教育目標
- I部

自分の頭で考える
あたたかい胸で助け合う
じょうぶな手足でつくりだす
- II部

自主性
社会性
創造性
- III部

独歩
信愛
協働

## 沿革
- 2020年（令和2年）4月 - 開校。

## アクセス
- 岐阜バス 「加納附属小学校前」停留所より徒歩で約2分。

JR岐阜駅バスターミナルより、岐南町線【E16】「岐南町三宅」行、松籟加納線【E18】「下川手」行、【E15】岐南営業所（名鉄岐南駅東経由）行、【E17】岐南営業所（東川手経由）行、尾崎団地線【W18】「下川手」行、北方河渡線【E17】「下川手」行。
- JR東海道本線・高山本線 岐阜駅下車、徒歩で約15分。
- 名鉄名古屋本線・各務原線 名鉄岐阜駅下車、徒歩で約15分。
- 名鉄名古屋本線 加納駅下車、徒歩で約6分。
- 名鉄名古屋本線 茶所駅下車、徒歩で約6分。